# Joaquim Capdevila i Capdevila
Joaquim Capdevila i Capdevila (Maldà, 1967 - Lleida, 8 de setembre de 2017) va ser un filòleg especialitzat en sociologia històrica i semiòtica i membre de la junta de l'Associació Alba des de l'any 2012.

## Biografia
Llicenciat en filologia catalana i en psicologia i doctor en lingüística. Va col·laborar en diverses revistes: Els Marges, Història Social, Estudis d'Història Agrària, Revista d'Etnologia de Catalunya, Cercles, Quaderns del CAC, Revista de Catalunya, Revue de Philolgie, Urtx: Revista cultural de l'Urgell, etc. També va ser autor i editor dels llibres Maldà, història gràfica i del segle XX (1999), Tàrrega (1898-1923): economia, política i imaginari (Biblioteca Abat Oliba 284, Publicacions de l'Abadia de Montserrat, 2008), Art i catalanisme: entre la inquietud regeneradora i la voluntat institucionalitzadora. Josep Güell (1899-1930): escrits (Col. Natan Estudis, Ajuntament de Tàrrega 2008). Construcció de les identitats (g)locals i noves tecnologies de la informació i la comunicació (2010), El Foment. 100 anys fent història (2011) amb Judit Balcells, i Modernització i crisi comunitària. Estudis d'etnohistòria rural: la Catalunya occidental en el canvi de segles XIX i XX (2012).
Ha editat el llibre Escrits (1899-1930) de Josep Güell Guillaumet, i ha coeditat les obres La festa a Catalunya (1997). La festa com a vehicle de sociabilitat i d'expressió política (Publicacions de l'Abadia de Montserrat, 1997), de diversos autors, i L'home i el paisatge de la Segarra històrica (2011) de Josep M. Miró i Rosinach. Va participar així mateix en les obres col·lectives Societat catalana, societat limitada (El Cep i la Nansa, 2007), i Estudios de arte y comunicación social (2012). Va obtenir la Borsa d'Estudis Eusko-Ikaskuntza - Institut d'Estudis Catalans pel treball Les lluites pel ben parlar i contra la blasfèmia a Catalunya i al País Basc en el marc del seu despertament nacional (2004).
En el camp de l'ensenyament, va exercir com a professor de Lingüística i de Semiòtica i de Teoria de la Comunicació a la Universitat de Barcelona. Finalment, fou professor de Semiòtica i de Psicologia de la Comunicació a la Universitat de Lleida.
Casat amb la Sònia Rubió, i una filla dita Laia, la seva prematura mort als 50 anys el dia 9 de setembre de 2017 commocionà els cercles universitaris i culturals del territori. Va ser guardonat a títol pòstum en la 20a edició dels Premis Culturàlia.